# Евреи на Сицилии
Сицилия — это большой остров у южного итальянского побережья. Евреи присутствуют на Сицилии по крайней мере 1400 лет, возможно даже 2000 лет.

## Древняя история
История евреев на Сицилии начинается с легенд о рабах-евреях, прибывших на Сицилию в первые века после падения Иерусалима. Однако, как правило, предполагается, что евреи поселились на Сицилии до разрушения Иерусалимского Храма. Рабби Акива посетил город Сиракузы во время одной из своих поездок за рубеж.

## Средневековье
Евреи жили во многих городах, таких как Палермо и Катания. В VI веке папе Григорию I было отправлено письмо о бедственном положении евреев в Королевстве Сицилия. В 1210 году евреи Сицилии столкнулись с преследованием евреев крестоносцами, из-за этого Фридриху II пришлось вмешаться от имени евреев. Преследование евреев продолжалось и в 1392 г. им было приказано переселиться гетто. Несмотря на преследования, сицилийские евреи продолжали процветать. Некоторые сицилийские раввины общались с Маймонидом на тему религиозных вопросов.
Преследования закончились изгнанием евреев с Сицилии в 1492 году по Альгамбрскому декрету. Многие из сицилийских евреев бежали в соседнюю Калабрию, откуда со временем они были вынуждены эмигрировать в Европу. Значительная часть еврейского населения Сицилии перешло в католическую веру и осталось на Сицилии.
Существует теория о том, что итальянское блюдо, сейчас известное как пицца, была изобретена евреями на Сицилии.

## Современность
В 2011 году впервые с 1492 года в Палермо официально отмечалась бар-мицва. 12 января 2017 года архиепископ Палермо Коррадо Лорефиче подарил ораторию Санта-Мария-дель-Сабато Союзу еврейских общин, чтобы сделать из нее новую синагогу.
Кроме того, Шавей Исраэль выразил заинтересованность в содействии возвращению сицилийских анусим в иудаизм. 